# Ugo Spirito
Ugo Spirito (Arezzo, 9 settembre 1896 – Roma, 28 aprile 1979) è stato un filosofo italiano, allievo di Giovanni Gentile. Nel 1925 fu firmatario del Manifesto degli intellettuali fascisti e, nel periodo fascista, il principale teorico del Corporativismo.

## Biografia
Dal 1934 ebbe cattedre di insegnamento in diverse Università tra cui Pisa, Messina, Genova e Roma. Alla Sapienza di Roma fu ordinario di Filosofia teoretica a partire dal 1951. Era, allora, tra i principali filosofi dell'Ateneo Romano, insieme con Carlo Antoni, allievo di Benedetto Croce, Guido Calogero, filosofo del "dialogo" e Bruno Nardi grande studioso di filosofia dantesca e medievale.
Rinomate erano non tanto le sue lezioni quanto i suoi pomeriggi di discussione del giovedì. Tre ore, non di lezione, ma di discussione serrata su un problema filosofico; uno soltanto per un intero anno accademico. Il 1951, ad esempio, fu dedicato al concetto di sogno. Ai giovedì di Ugo Spirito - nell'aula grande dell'Istituto di Filosofia - intervenivano tante e diverse persone: gli studenti, i numerosi assistenti e inoltre partecipanti di varie età convinzioni e provenienze. Ugo Spirito ascoltava tutti, rilanciava la discussione e guidava la discussione verso nuove prospettive interpretative.
Ugo Spirito in quegli anni pubblicava opere particolarmente connesse a quei giovedì. Tra le altre: il Problematicismo, La Vita come Ricerca, La Vita come Amore, Cattolicesimo e Comunismo, fino all'ultima, autobiografica Vita di un Incosciente. Volendo indicare un tratto distintivo del pensiero di Ugo Spirito, si può affermare che esso consisteva nella curiosità e nel rispetto per qualsiasi posizione. Non esisteva per lui una parola definitiva, ma la ricerca della verità doveva essere portata sempre ulteriormente avanti.
In questo senso vanno interpretate le sue riflessioni che spaziano dai campi della speculazione filosofica, al giuridico, al sociale fino all'economico. Dopo la morte del filosofo è stata costituita la Fondazione Ugo Spirito. È sepolto al Cimitero del Verano, a fianco del cosiddetto "Crocione".

## Individuo, Stato e Corporativismo
Tra i vari livelli di ricerca, spicca nel pensiero di Ugo Spirito la riflessione sulle strutture dello Stato. Allontanandosi nettamente dal pensiero di matrice liberale, il filosofo aretino non vede alcuna contrapposizione tra la figura dell'individuo e quella dello Stato. Con un passo oltre questa interpretazione, che giudica disorganica e arbitraria, Spirito vede al contrario lo Stato come figura entro cui l'individuo viene progressivamente a realizzarsi. Il binomio Stato/individuo diventa così un'equazione, in cui il secondo termine viene a risolversi e quindi realizzarsi pienamente nel primo, che si caratterizza "non [come] una semplice sovrastruttura disciplinatrice, ma come un organismo che esprime un'unica volontà e compone tutti i dissidi individualistici".
In questo senso, l'unica via percorribile nella realizzazione di tale modello è la via corporativa in cui lo Stato, che da Stato di individui diventa Stato di produttori, rappresenta il luogo in cui interesse pubblico ed interesse privato vengono a coincidere, poiché, per dirla con Gentile, in esso non viene (e non deve venire) "annulla[ta] quella sorgente di vita economica e morale che è l'individuo".
La concezione elaborata da Spirito è stata definita immanenza dell'individuo nello Stato, volta alla mobilitazione degli individui nelle e per le strutture create dallo Stato stesso. Anche dopo la caduta del regime fascista Spirito mantenne coerentemente le sue posizioni; secondo Alessandra Tarquini fu e restò un intellettuale totalitario, antidemocratico e antiliberale, nemico severo dell’individualismo.

### Economia
Se nell'accezione di Spirito l'economia è politica e se ne deve garantire la subordinazione alle scelte sociali, in questo senso va inquadrato il ruolo che assegna allo Stato in termini di intervento pubblico. Ben lungi dal prospettare una situazione paragonabile al collettivismo, il filosofo è lontano anche dagli eccessi disorganici che imputava ai sistemi liberali. Il funzionario di Stato, che in prospettiva doveva andare a sostituire il capitalista privato, era giudicato da Spirito: 
(Luca Leonello Rimbotti, dalla prefazione a Pareto. Di Ugo Spirito, Settimo Sigillo, Roma, 2000, pag. 8)

## Opere scelte
- Filosofia della grande civilizzazione. La "rivoluzione bianca" dello Scià, Luni Editrice, 2019. ISBN 9788879846509.
- Storia del diritto penale italiano, 1925, 3ª ed. 1974.
- Il nuovo diritto penale, 1929.
- Critica dell'economia liberale, 1930[5].
- L'idealismo italiano e i suoi critici, 1930; 3ª ed. 1974.
- I fondamenti dell'economia corporativa, 1932.
- Capitalismo e corporativismo, 1933.
- Scienza e filosofia, 1933.
- La vita come ricerca, 1937, 2ª ed. Rubbettino, 2007.
- Dall'economia liberale al corporativismo, 1939.
- La vita come arte, 1941.
- Il problematicismo, 1948.
- La vita come amore, 1953.
- Critica della democrazia, 1963; 2ª ed. Rubbettino, 2008.
- Il comunismo, 1975.
- Dall'attualismo al problematicismo, 1976.
- Memorie di un incosciente, Rusconi, Milano, 1977.
- Vilfredo Pareto, Cadmo Editore, Roma, 1978.
- Critica della democrazia, Luni Ed., Milano-Trento, 1999. ISBN 88-7984-176-9.
- Il corporativismo: dall'economia liberale al corporativismo; i fondamenti dell'economia corporativa; capitalismo e corporativismo, raccolta di saggi, Rubbettino, 2009. ISBN 9788849811384.
- Il corporativismo come liberalismo assoluto e socialismo assoluto, Pacini Mariotti, 1933.